# Martin Brod
Martin Brod (en serbio: Мартин Брод) es un pueblo de Bosnia y Herzegovina. Pertenece al municipio de Bihać, en el cantón de Una-Sana de la federación bosnia. Según el primer censo bosnio de 2013, tenía en esa fecha ciento veinticinco habitantes.
El pueblo pertenecía al municipio de Drvar antes la guerra de Bosnia, que también se halla en la Federación de Bosnia y Herzegovina, pero en el cantón 10. En su territorio se encuentra el monasterio ortodoxo de Rmanj.

## Historia

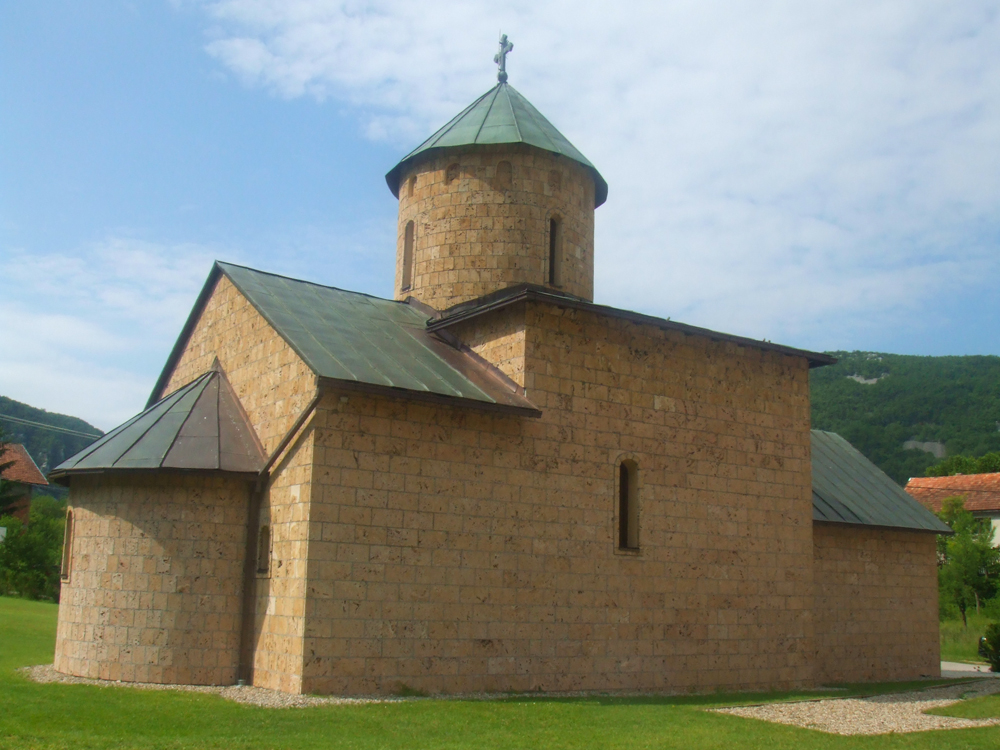
La iglesia del monasterio de Rmanj

El monasterio de Rmanj fue erigido a finales del siglo XV o principios del XVI; está ubicado en la orilla izquierda del Unac, cerca de la desembocadura de este en el Una. El edificio es monumento nacional del país y cuenta con frescos catalogados.

## Demografía

### Evolución histórica de la población
| -          | - | 241 | 234 | 208 | 187 | 125 |
| (Fuente: ) |   |     |     |     |     |     |

### Comunidad local
En 1991, la comunidad local de Martin Brod tenía trescientos veintiocho habitantes, repartidos de la manera siguiente :